# MVP de las Grandes Ligas de Béisbol

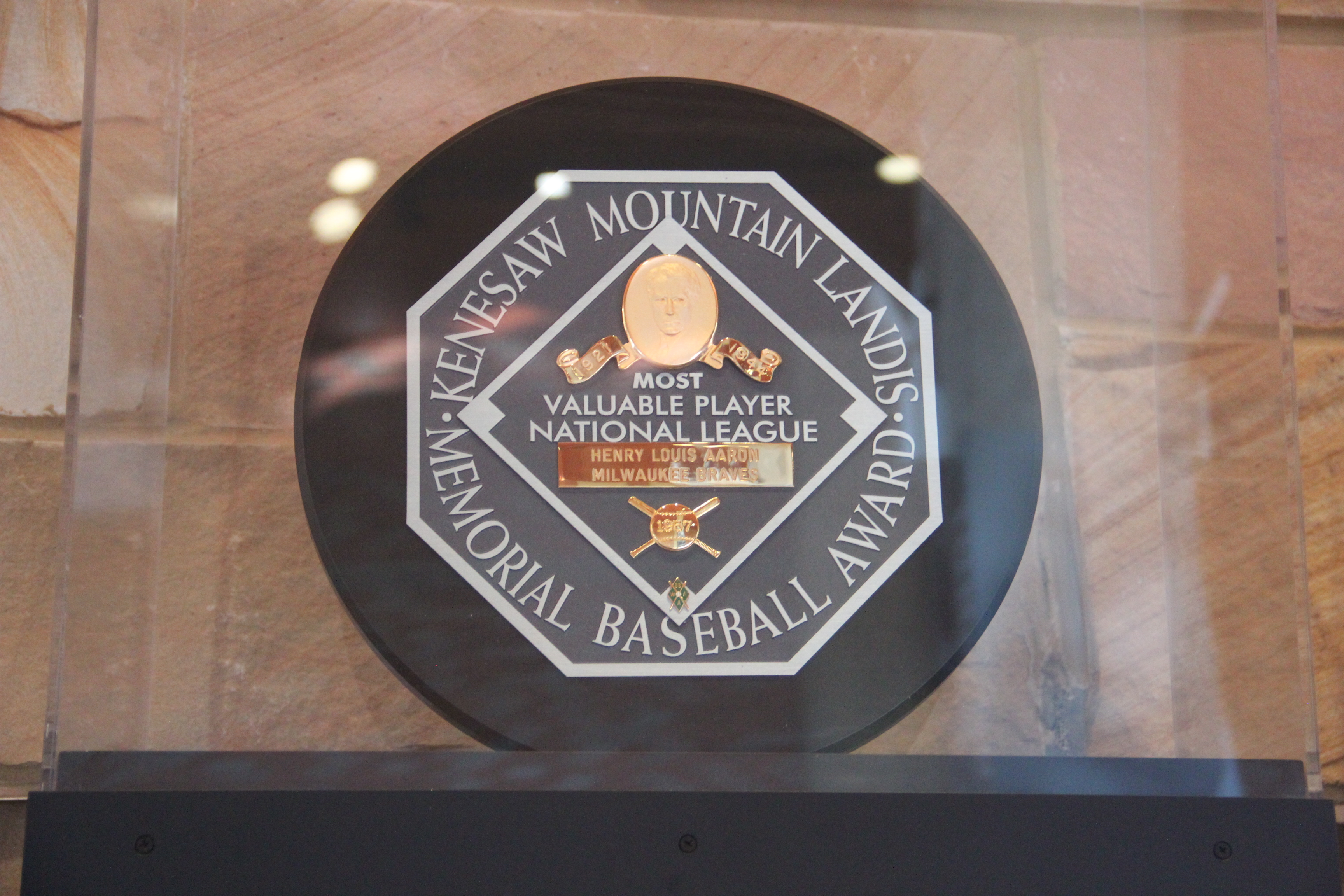
Premido de MVP otorgado a Hank Aaron en 1957

El premio Most Valuable Player (jugador más valioso o jugador mejor valorado, abreviado MVP) es un premio galardonado cada año al jugador más sobresaliente en cada liga de las Grandes Ligas de Béisbol. Desde 1930, es otorgado por la Asociación de los Escritores de Béisbol de América.

## El Premio Chalmers (1911-1914)
La Compañía Automotriz Chalmers premió con un automóvil al bateador campeón de cada liga en 1910. Esto llevó a una controversia en la Liga Americana; Ty Cobb y Nap Lajoie llegaron al último día de la temporada con porcentajes de bateo muy cerrados. Cleveland, el equipo de Lajoie, jugó contra St. Luis, quienes jugaron de una manera que permitió a Lajoie conseguir siete sencillos en un juego doble. Esos siete hits ponían el porcentaje de bateo de Lajoie por encima del de Cobb, quien no jugó el último partido de la temporada. La Compañía Chalmers dio un automóvil a cada jugador y actualmente todavía se debate quien fue realmente el campeón de bateo.
En 1911, la Compañía Chalmers decidió que el porcentaje de bateo era un criterio muy abierto como para ser premiado. El Premio Chalmers fue el primero en  reconocer a un jugador por sus contribuciones al éxito de su equipo, de ahí nació el término de más valioso, en lugar de jugador del año, una distinción que continúa hasta el día de hoy.
| Año  | Liga Nacional                      | Liga Americana                            |
| ---- | ---------------------------------- | ----------------------------------------- |
| 1911 | Wildfire Schulte, Chicago Cubs, OF | Ty Cobb, Detroit Tigers, OF               |
| 1912 | Larry Doyle, New York Giants, 2B   | Tris Speaker, Boston Red Sox, OF          |
| 1913 | Jake Daubert, Brooklyn Dodgers, 1B | Walter Johnson, Washington Senators, P    |
| 1914 | Johnny Evers, Boston Braves, 2B    | Eddie Collins, Philadelphia Athletics, 2B |

## El Premio de la Liga (1922-1929)
En la década de los veinte, las ligas otorgaban el premio MVP, pero limitaban las opciones de votación a un jugador por equipo, lo que llevó a que no hubiera premio en la Liga Nacional en 1922 y 1923. La Liga Americana no permitía que un jugador ganara el premio en más de una ocasión, lo que llevó al inusual resultado de que Babe Ruth no fuera elegible para el premio en 1927, una de las mejores temporadas ofensivamente de todos los tiempos.
| Año  | Liga Nacional                           | Liga Americana                              |
| ---- | --------------------------------------- | ------------------------------------------- |
| 1922 | No hubo ganador                         | George Sisler, St. Louis Browns, 1B         |
| 1923 | No hubo ganador                         | Babe Ruth, New York Yankees, OF             |
| 1924 | Dazzy Vance, Brooklyn Robins, P         | Walter Johnson, Washington Nationals, P     |
| 1925 | Rogers Hornsby, St. Louis Cardinals, 2B | Roger Peckinpaugh, Washington Nationals, SS |
| 1926 | Bob O'Farrell, St. Louis Cardinals, C   | George Burns, Cleveland Indians, 1B         |
| 1927 | Paul Waner, Pittsburgh Pirates, OF      | Lou Gehrig, New York Yankees, 1B            |
| 1928 | Jim Bottomley, St. Louis Cardinals, 1B  | Mickey Cochrane, Philadelphia Athletics, C  |
| 1929 | Rogers Hornsby, Chicago Cubs, 2B        | No hubo ganador                             |

## Desde 1931
Desde el principio del Premio Cy Young en 1956, es raro que un lanzador gane el premio MVP, porque algunos escritores creen que los lanzadores tienen su propio premio y el premio MVP es para los bateadores. Sin embargo, las reglas dicen que los lanzadores son elegibles para ganar el premio MVP.
En este momento, los escritores votan clasificando a los jugadores en una lista. Cada escritor vota por diez jugadores, ordenándolos del 1 al 10. El jugador en la posición 1 recibe 14 puntos, el segundo jugador recibe 9 puntos y así sucesivamente hasta el jugador en la posición 10, que recibe un punto.
| Año  | Liga Nacional                                                                    | Liga Americana                           |
| ---- | -------------------------------------------------------------------------------- | ---------------------------------------- |
| 1931 | Frankie Frisch, St. Louis Cardinals, 2B                                          | Lefty Grove, Philadelphia Athletics, P   |
| 1932 | Chuck Klein, Philadelphia Phillies, OF                                           | Jimmie Foxx, Philadelphia Athletics, 1B  |
| 1933 | Carl Hubbell, New York Giants, P                                                 | Jimmie Foxx, Philadelphia Athletics, 1B  |
| 1934 | Dizzy Dean, St. Louis Cardinals, P                                               | Mickey Cochrane, Detroit Tigers, C       |
| 1935 | Gabby Hartnett, Chicago Cubs, C                                                  | Hank Greenberg†, Detroit Tigers, 1B      |
| 1936 | Carl Hubbell, New York Giants, P                                                 | Lou Gehrig, New York Yankees, 1B         |
| 1937 | Joe Medwick, St. Louis Cardinals, OF                                             | Charlie Gehringer, Detroit Tigers, 2B    |
| 1938 | Ernie Lombardi, Cincinnati Reds, C                                               | Jimmie Foxx, Boston Red Sox, 1B          |
| 1939 | Bucky Walters, Cincinnati Reds, P                                                | Joe DiMaggio, New York Yankees, OF       |
| 1940 | Frank McCormick, Cincinnati Reds, 1B                                             | Hank Greenberg, Detroit Tigers, OF       |
| 1941 | Dolph Camilli, Brooklyn Dodgers, 1B                                              | Joe DiMaggio, New York Yankees, OF       |
| 1942 | Mort Cooper, St. Louis Cardinals, P                                              | Joe Gordon, New York Yankees, 2B         |
| 1943 | Stan Musial, St. Louis Cardinals, OF                                             | Spud Chandler, New York Yankees, P       |
| 1944 | Marty Marion, St. Louis Cardinals, SS                                            | Hal Newhouser, Detroit Tigers, P         |
| 1945 | Phil Cavarretta, Chicago Cubs, 1B                                                | Hal Newhouser, Detroit Tigers, P         |
| 1946 | Stan Musial, St. Louis Cardinals, 1B                                             | Ted Williams, Boston Red Sox, OF         |
| 1947 | Bob Elliott, Boston Braves, 3B                                                   | Joe DiMaggio, New York Yankees, OF       |
| 1948 | Stan Musial, St. Louis Cardinals, OF                                             | Lou Boudreau, Cleveland Indians, SS      |
| 1949 | Jackie Robinson, Brooklyn Dodgers, 2B                                            | Ted Williams, Boston Red Sox, OF         |
| 1950 | Jim Konstanty, Philadelphia Phillies, P                                          | Phil Rizzuto, New York Yankees, SS       |
| 1951 | Roy Campanella, Brooklyn Dodgers, C                                              | Yogi Berra, New York Yankees, C          |
| 1952 | Hank Sauer, Chicago Cubs, OF                                                     | Bobby Shantz, Philadelphia Athletics, P  |
| 1953 | Roy Campanella, Brooklyn Dodgers, C                                              | Al Rosen†, Cleveland Indians, 3B         |
| 1954 | Willie Mays, New York Giants, OF                                                 | Yogi Berra, New York Yankees, C          |
| 1955 | Roy Campanella, Brooklyn Dodgers, C                                              | Yogi Berra, New York Yankees, C          |
| 1956 | Don Newcombe, Brooklyn Dodgers, P                                                | Mickey Mantle†, New York Yankees, OF     |
| 1957 | Hank Aaron, Milwaukee Braves, OF                                                 | Mickey Mantle, New York Yankees, OF      |
| 1958 | Ernie Banks, Chicago Cubs, SS                                                    | Jackie Jensen, Boston Red Sox, OF        |
| 1959 | Ernie Banks, Chicago Cubs, SS                                                    | Nellie Fox, Chicago White Sox, 2B        |
| 1960 | Dick Groat, Pittsburgh Pirates, SS                                               | Roger Maris, New York Yankees, OF        |
| 1961 | Frank Robinson, Cincinnati Reds, OF                                              | Roger Maris, New York Yankees, OF        |
| 1962 | Maury Wills, Los Angeles Dodgers, SS                                             | Mickey Mantle, New York Yankees, OF      |
| 1963 | Sandy Koufax, Los Angeles Dodgers, P                                             | Elston Howard, New York Yankees, C       |
| 1964 | Ken Boyer, St. Louis Cardinals, 3B                                               | Brooks Robinson, Baltimore Orioles, 3B   |
| 1965 | Willie Mays, San Francisco Giants, OF                                            | Zoilo Versalles, Minnesota Twins, SS     |
| 1966 | Roberto Clemente, Pittsburgh Pirates, OF                                         | Frank Robinson†, Baltimore Orioles, OF   |
| 1967 | Orlando Cepeda†, St. Louis Cardinals, 1B                                         | Carl Yastrzemski, Boston Red Sox, OF     |
| 1968 | Bob Gibson, St. Louis Cardinals, P                                               | Denny McLain†, Detroit Tigers, P         |
| 1969 | Willie McCovey, San Francisco Giants, 1B                                         | Harmon Killebrew, Minnesota Twins, 3B    |
| 1970 | Johnny Bench, Cincinnati Reds, C                                                 | Boog Powell, Baltimore Orioles, 1B       |
| 1971 | Joe Torre, St. Louis Cardinals, 3B                                               | Vida Blue, Oakland Athletics, P          |
| 1972 | Johnny Bench, Cincinnati Reds, C                                                 | Dick Allen, Chicago White Sox, 1B        |
| 1973 | Pete Rose, Cincinnati Reds, OF                                                   | Reggie Jackson†, Oakland Athletics, OF   |
| 1974 | Steve Garvey, Los Angeles Dodgers, 1B                                            | Jeff Burroughs, Texas Rangers, OF        |
| 1975 | Joe Morgan, Cincinnati Reds, 2B                                                  | Fred Lynn, Boston Red Sox, OF            |
| 1976 | Joe Morgan, Cincinnati Reds, 2B                                                  | Thurman Munson, New York Yankees, C      |
| 1977 | George Foster, Cincinnati Reds, OF                                               | Rod Carew, Minnesota Twins, 1B           |
| 1978 | Dave Parker, Pittsburgh Pirates, OF                                              | Jim Rice, Boston Red Sox, OF             |
| 1979 | Keith Hernández, St. Louis Cardinals, 1B Willie Stargell, Pittsburgh Pirates, 1B | Don Baylor, California Angels, DH        |
| 1980 | Mike Schmidt†, Philadelphia Phillies, 3B                                         | George Brett, Kansas City Royals, 3B     |
| 1981 | Mike Schmidt, Philadelphia Phillies, 3B                                          | Rollie Fingers, Milwaukee Brewers, P     |
| 1982 | Dale Murphy, Atlanta Braves, OF                                                  | Robin Yount, Milwaukee Brewers, SS       |
| 1983 | Dale Murphy, Atlanta Braves, OF                                                  | Cal Ripken, Jr., Baltimore Orioles, SS   |
| 1984 | Ryne Sandberg, Chicago Cubs, 2B                                                  | Willie Hernández, Detroit Tigers, P      |
| 1985 | Willie McGee, St. Louis Cardinals, OF                                            | Don Mattingly, New York Yankees, 1B      |
| 1986 | Mike Schmidt, Philadelphia Phillies, 3B                                          | Roger Clemens, Boston Red Sox, P         |
| 1987 | Andre Dawson, Chicago Cubs, OF                                                   | George Bell, Toronto Blue Jays, OF       |
| 1988 | Kirk Gibson, Los Angeles Dodgers, OF                                             | José Canseco†, Oakland Athletics, OF     |
| 1989 | Kevin Mitchell, San Francisco Giants, OF                                         | Robin Yount, Milwaukee Brewers, OF       |
| 1990 | Barry Bonds, Pittsburgh Pirates, OF                                              | Rickey Henderson, Oakland Athletics, OF  |
| 1991 | Terry Pendleton, Atlanta Braves, 3B                                              | Cal Ripken, Jr., Baltimore Orioles, SS   |
| 1992 | Barry Bonds, Pittsburgh Pirates, OF                                              | Dennis Eckersley, Oakland Athletics, P   |
| 1993 | Barry Bonds, San Francisco Giants, OF                                            | Frank Thomas†, Chicago White Sox, 1B     |
| 1994 | Jeff Bagwell†, Houston Astros, 1B                                                | Frank Thomas, Chicago White Sox, 1B      |
| 1995 | Barry Larkin, Cincinnati Reds, SS                                                | Mo Vaughn, Boston Red Sox, 1B            |
| 1996 | Ken Caminiti†, San Diego Padres, 3B                                              | Juan González, Texas Rangers, OF         |
| 1997 | Larry Walker, Colorado Rockies, OF                                               | Ken Griffey, Jr.†, Seattle Mariners, OF  |
| 1998 | Sammy Sosa, Chicago Cubs, OF                                                     | Juan González, Texas Rangers, OF         |
| 1999 | Chipper Jones, Atlanta Braves, 3B                                                | Iván Rodríguez, Texas Rangers, C         |
| 2000 | Jeff Kent, San Francisco Giants, 2B                                              | Jason Giambi, Oakland Athletics, 1B      |
| 2001 | Barry Bonds, San Francisco Giants, OF                                            | Ichiro Suzuki, Seattle Mariners, OF      |
| 2002 | Barry Bonds†, San Francisco Giants, OF                                           | Miguel Tejada, Oakland Athletics, SS     |
| 2003 | Barry Bonds, San Francisco Giants, OF                                            | Alex Rodríguez, Texas Rangers, SS        |
| 2004 | Barry Bonds, San Francisco Giants, OF                                            | Vladimir Guerrero, Anaheim Angels, OF    |
| 2005 | Albert Pujols, St. Louis Cardinals, 3B                                           | Alex Rodríguez, New York Yankees, 1B     |
| 2006 | Ryan Howard, Philadelphia Phillies, 1B                                           | Justin Morneau, Minnesota Twins, 1B      |
| 2007 | Jimmy Rollins, Philadelphia Phillies, SS                                         | Álex Rodríguez, New York Yankees, 3B     |
| 2008 | Albert Pujols, St. Louis Cardinals, 1B                                           | Dustin Pedroia, Boston Red Sox, 2B       |
| 2009 | Albert Pujols, St. Louis Cardinals, 1B                                           | Joe Mauer, Minnesota Twins, C            |
| 2010 | Joey Votto, Cincinnati Reds, 1B                                                  | Josh Hamilton, Texas Rangers, OF         |
| 2011 | Ryan Braun, Milwaukee Brewers, OF                                                | Justin Verlander, Detroit Tigers, P      |
| 2012 | Buster Posey, San Francisco Giants, C                                            | Miguel Cabrera, Detroit Tigers, 3B       |
| 2013 | Andrew McCutchen, Pittsburgh Pirates, OF                                         | Miguel Cabrera, Detroit Tigers, 3B       |
| 2014 | Clayton Kershaw, Los Angeles Dodgers, P                                          | Mike Trout, Los Angeles Angels, OF       |
| 2015 | Bryce Harper†, Washington Nationals, OF                                          | Josh Donaldson, Toronto Blue Jays, 3B    |
| 2016 | Kris Bryant, Chicago Cubs, 3B                                                    | Mike Trout, Los Angeles Angels, OF       |
| 2017 | Giancarlo Stanton, Miami Marlins,OF                                              | José Altuve, Houston Astros, 2B          |
| 2018 | Christian Yelich, Milwaukee Brewers,OF                                           | Mookie Betts, Boston Red Sox, OF         |
| 2019 | Cody Bellinger, Los Angeles Dodgers,OF                                           | Mike Trout, Los Angeles Angels, OF       |
| 2020 | Freddie Freeman, Atlanta Braves, 1B                                              | José Abreu, Chicago White Sox, 1B        |
| 2021 | Bryce Harper, Philadelphia Phillies, RF                                          | Shohei Ohtani†, Los Angeles Angels, P/DH |
| 2022 | Paul Goldschmidt, St. Louis Cardinals, 1B                                        | Aaron Judge, New York Yankees, RF        |
| 2023 | Ronald Acuña Jr.†, Atlanta Braves, RF                                            | Shohei Ohtani†, Los Angeles Angels, P/DH |
| 2024 | Shohei Ohtani†, Los Angeles Dodgers, DH                                          | Aaron Judge†, New York Yankees, RF       |

†Denota decisión unánime.

### Múltiples Ganadores
| Jugador         | Premios | Año                                      |
| --------------- | ------- | ---------------------------------------- |
| Barry Bonds     | 7       | 1990, 1992, 1993, 2001, 2002, 2003, 2004 |
| Yogi Berra      | 3       | 1951, 1954, 1955                         |
| Roy Campanella  | 3       | 1951, 1953, 1955                         |
| Joe DiMaggio    | 3       | 1939, 1941, 1947                         |
| Jimmie Foxx     | 3       | 1932, 1933, 1938                         |
| Mickey Mantle   | 3       | 1956, 1957, 1962                         |
| Stan Musial     | 3       | 1943, 1946, 1948                         |
| Alex Rodríguez  | 3       | 2003, 2005, 2007                         |
| Mike Schmidt    | 3       | 1980, 1981, 1986                         |
| Albert Pujols   | 3       | 2005, 2008, 2009                         |
| Mike Trout      | 3       | 2014, 2016, 2019                         |
| Shohei Ohtani   | 3       | 2021, 2023, 2024                         |
| Ernie Banks     | 2       | 1958, 1959                               |
| Johnny Bench    | 2       | 1970, 1972                               |
| Miguel Cabrera  | 2       | 2012, 2013                               |
| Juan González   | 2       | 1996, 1998                               |
| Hank Greenberg  | 2       | 1935, 1940                               |
| Bryce Harper    | 2       | 2015, 2021                               |
| Carl Hubbell    | 2       | 1933, 1936                               |
| Roger Maris     | 2       | 1960, 1961                               |
| Willie Mays     | 2       | 1954, 1965                               |
| Joe Morgan      | 2       | 1975, 1976                               |
| Dale Murphy     | 2       | 1982, 1983                               |
| Hal Newhouser   | 2       | 1944- 1945                               |
| Cal Ripken, Jr. | 2       | 1983, 1991                               |
| Frank Robinson  | 2       | 1961, 1966                               |
| Frank Thomas    | 2       | 1993, 1994                               |
| Ted Williams    | 2       | 1946, 1949                               |
| Robin Yount     | 2       | 1982, 1989                               |
| Aaron Judge     | 2       | 2022, 2024                               |

## Récords
- El jugador que ha ganado el Premio MVP en más ocasiones es Barry Bonds, quien lo ha ganado un total de 7 veces en la Liga Nacional.
- En la Liga Americana, seis jugadores han ganado el premio en tres ocasiones. Estos jugadores son Joe DiMaggio, Yogi Berra, Jimmie Foxx, Mickey Mantle,Albert Pujols, Alex Rodríguez, Mike Trout.
- Frank Robinson  y Shohei Ohtani ha sido los único jugadores en ganar el premio una vez en cada liga.
- Cuatro jugadores han ganado el premio MVP y Novato del Año durante la misma temporada. Estos jugadores son Fred Lynn y Ichiro Suzuki.
- Miguel Cabrera es el único latinoamericano en ganar la triple corona en béisbol y el MVP de la Liga Americana en el mismo año.